# Zona franca

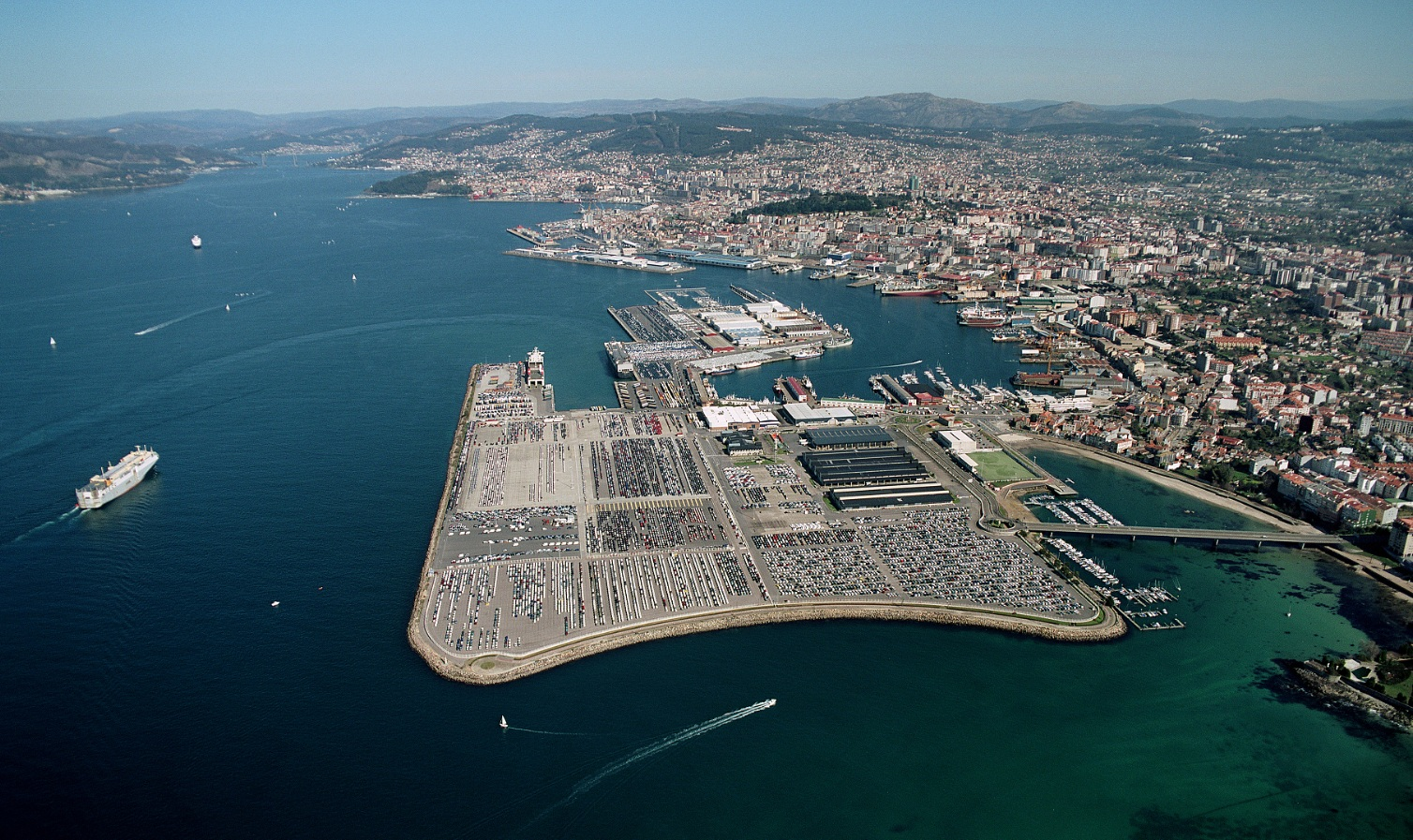
En la imagen Zona franca de Vigo, en España. Las zonas francas suelen estar asociadas a puertos.

Una zona franca es un territorio delimitado de un país donde se goza de algunos beneficios tributarios, como la exención del pago de derechos de importación de mercancías, así como exoneraciones de algunos impuestos o una regulación diferente de estos.

## Características
Muchos gobiernos de países establecen zonas francas en regiones apartadas o extremas, con el fin de atraer allí a población y promover el desarrollo económico de la región.
En las zonas francas suelen crearse grandes centros de compra, y también se instalan con frecuencia industrias maquiladoras, plantas procesadoras o almacenes especiales para la mercancía en tránsito. A veces esas zonas francas son llamadas puertos libres, por una analogía con los puertos libres conocidos desde hace mucho tiempo: los puertos libres de tasas aduaneras o con regulaciones de tasas favorables; por ejemplo, el puerto libre de Trieste. A menudo, los puertos libres son parte de las zonas económicas.
En el Territorio Aduanero de la Unión Europea, los depósitos francos son locales, mientras que las zonas francas son parte del territorio, que se encuentran en el TAU, pero separados de él y en los cuales las mercancías no comunitarias, para la aplicación de los derechos de importación y de las medidas de política comercial de importación, no se encuentran en territorio aduanero de la comunidad, siempre que no se despachen a libre práctica, ni se incluyan en otro régimen aduanero, ni se utilicen o consuman en condiciones distintas de las establecidas en la normativa aduanera.
La figura de depósito franco desapareció con la aprobación del nuevo Código Aduanero de la Unión, por lo que el único territorio dentro del TAU que queda libre de la aplicación de derechos son las zonas francas.
Las mercancías comunitarias, para las que se prevea una regulación específica, se beneficiarán, tras su inclusión en las zonas francas, de las medidas relacionadas, en principio, con la exportación.
Las zonas francas estarán cerradas, y el perímetro y los puntos de acceso y salida estarán sometidos a vigilancia aduanera.
Las personas, mercancías y medios de transporte que entren o salgan podrán ser sometidos a control aduanero.

## Localización de zonas francas en el Mundo

### Chile
- Zona Franca de Iquique (Zona franca)
- Zona Franca de Punta Arenas (Zona Austral)

### Colombia
La regulación en Colombia considera varios tipos de zonas francas. Las zonas francas permanentes serían las siguientes:
- Barranquilla
- Bogotá
- Bucaramanga
- Cali
- Cartagena
- Cúcuta
- Eje Cafetero
- Medellín
- Rionegro
- Buenaventura

### Argentina
- La Plata
- Bahía Blanca
- Justo Daract
- Cruz Alta
- Córdoba
- Luján de Cuyo
- Gral Pico
- Comodoro Rivadavia
- Salta
- Iguazú
- Concepción del Uruguay
- Villa Constitución
- Caleta Olivia
- Río Gallegos

La ley que regula estas zonas es la 24.331. La norma se aprobó en 1994 y desde entonces fue modificada en cuatro ocasiones, pero sólo en uno de sus artículos: el 44°, que estipula el plazo de caducidad del derecho al establecimiento de zonas francas en cada provincia. Además, hay una Resolución General que estipula su funcionamiento, la 270/98; y el instrumento se encuentra definido en el Código Aduanero, a partir del artículo 590.

### España
| Nombre                      | Ciudad                     | C.Autónoma | Observaciones                    | Web |
| --------------------------- | -------------------------- | ---------- | -------------------------------- | --- |
| Zona Franca de Cádiz        | Cádiz                      | Andalucía  | Asociada al puerto de Cádiz      |     |
| Zona Franca de Barcelona    | Barcelona                  | Cataluña   | Asociada al puerto de Barcelona  |     |
| Zona Franca de Vigo         | Vigo                       | Galicia    | Asociada al puerto de Vigo       |     |
| Zona Franca de Tenerife     | Santa Cruz de Tenerife     | Canarias   | Asociada al puerto de Santa Cruz |     |
| Zona Franca de Gran Canaria | Las Palmas de Gran Canaria | Canarias   | Asociada al puerto de Las Palmas |     |
| Zona Franca de Sevilla      | Sevilla                    | Andalucía  | Asociada al puerto de Sevilla    |     |
| Zona Franca de Santander    | Santander                  | Cantabria  | Asociada al puerto de Santander  |     |

### Uruguay
La presencia de zonas francas en Uruguay data de 1923, cuando el Estado fundó  la zona franca de Colonia. 

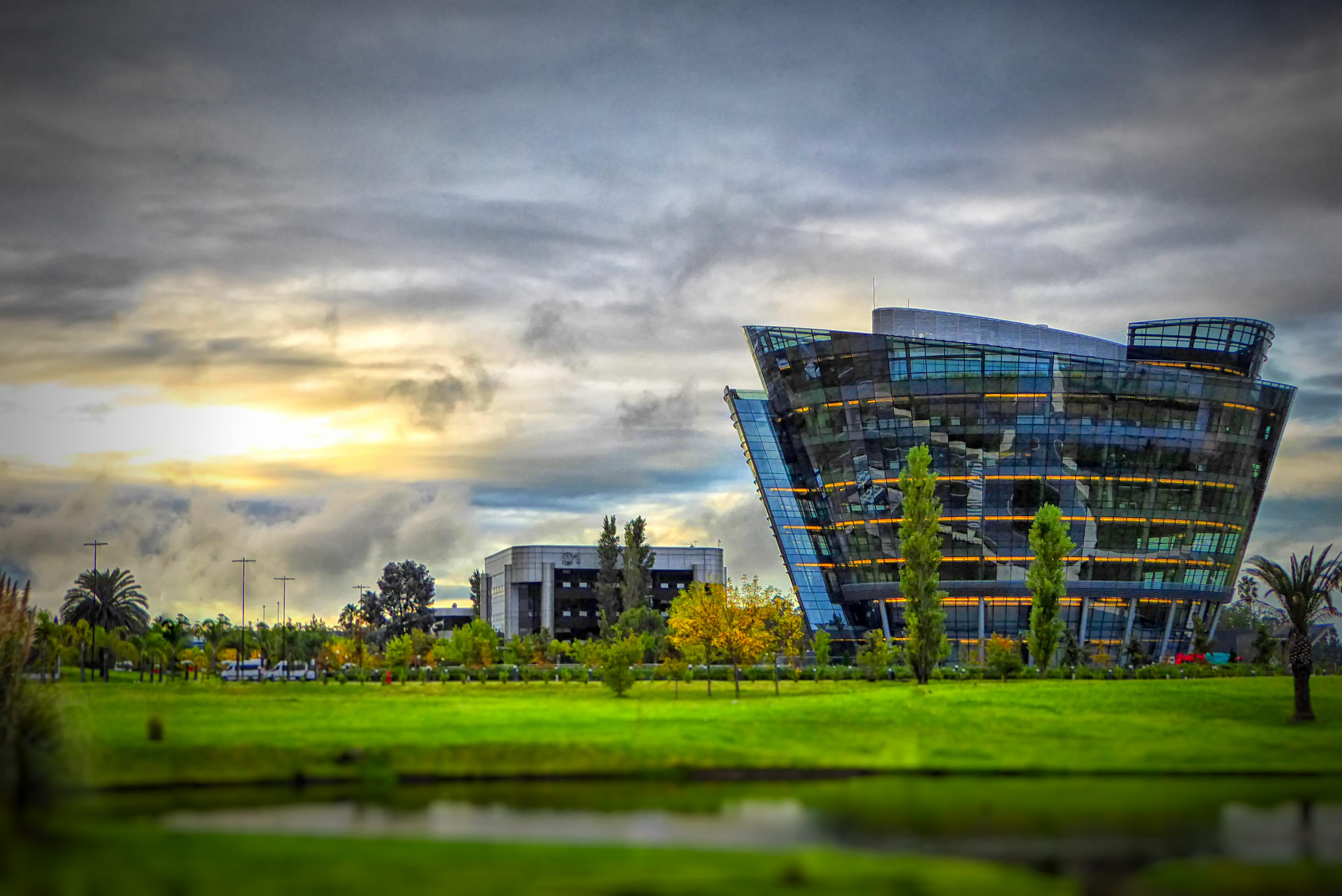
Zonamerica en Montevideo

- Zona Franca Colonia
- Zonamerica
- FloridaSur
- Parque de las Ciencias
- Zona Franca Colonia Suiza
- Zona Franca Río Negro
- WTC Free Zone
- WTC Punta del Este Free Zone
- Zona Franca Florida
- Zona Franca Libertad
- Zona Franca Nueva Palmira
- Aguada Park